# Highgate (stacja metra)
Highgate (czyt. ˈhaɪɡeɪt lub ˈhaɪɡɨt) – stacja metra londyńskiego położona w dzielnicy Haringey. Leży na trasie jednego z północnych odgałęzień Northern Line.
Stacja powstała w 1867 jako część sieci kolejowej. Perony znajdowały się wówczas na powierzchni ziemi. W 1941 oddano do użytku część podziemną, eksploatowaną przez metro. Należy do trzeciej strefy biletowej.
W 1954 stacja została opuszczona przez kolej, zaś metro stało się jej jedynym użytkownikiem. Korzysta z niej ok. 4,5 mln pasażerów rocznie.

## Galeria

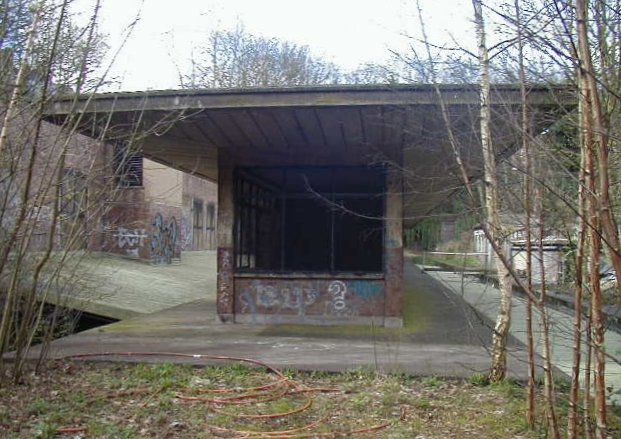
Dawne naziemne perony kolejowe, nieużywane od 1954
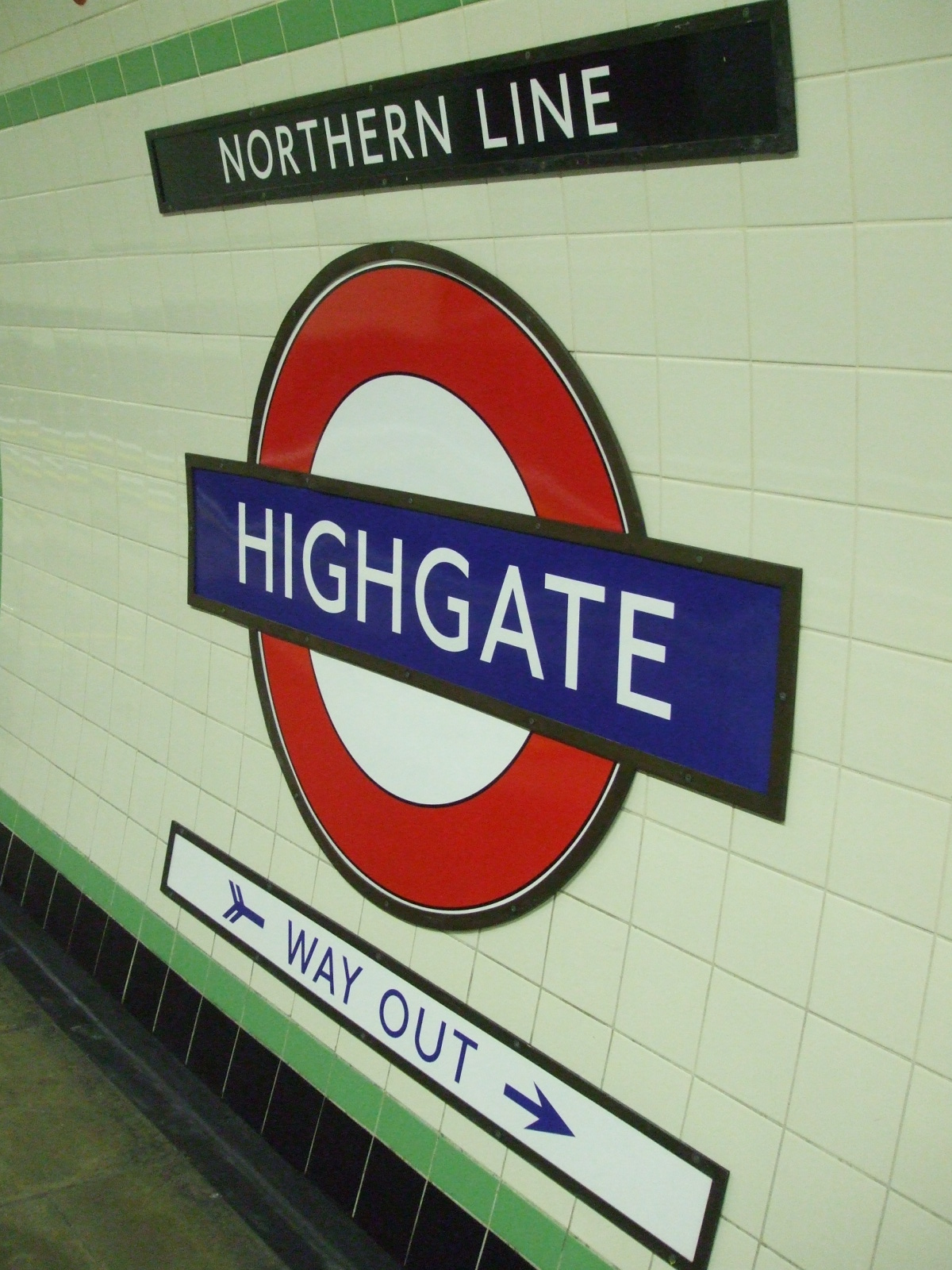
Logo stacji
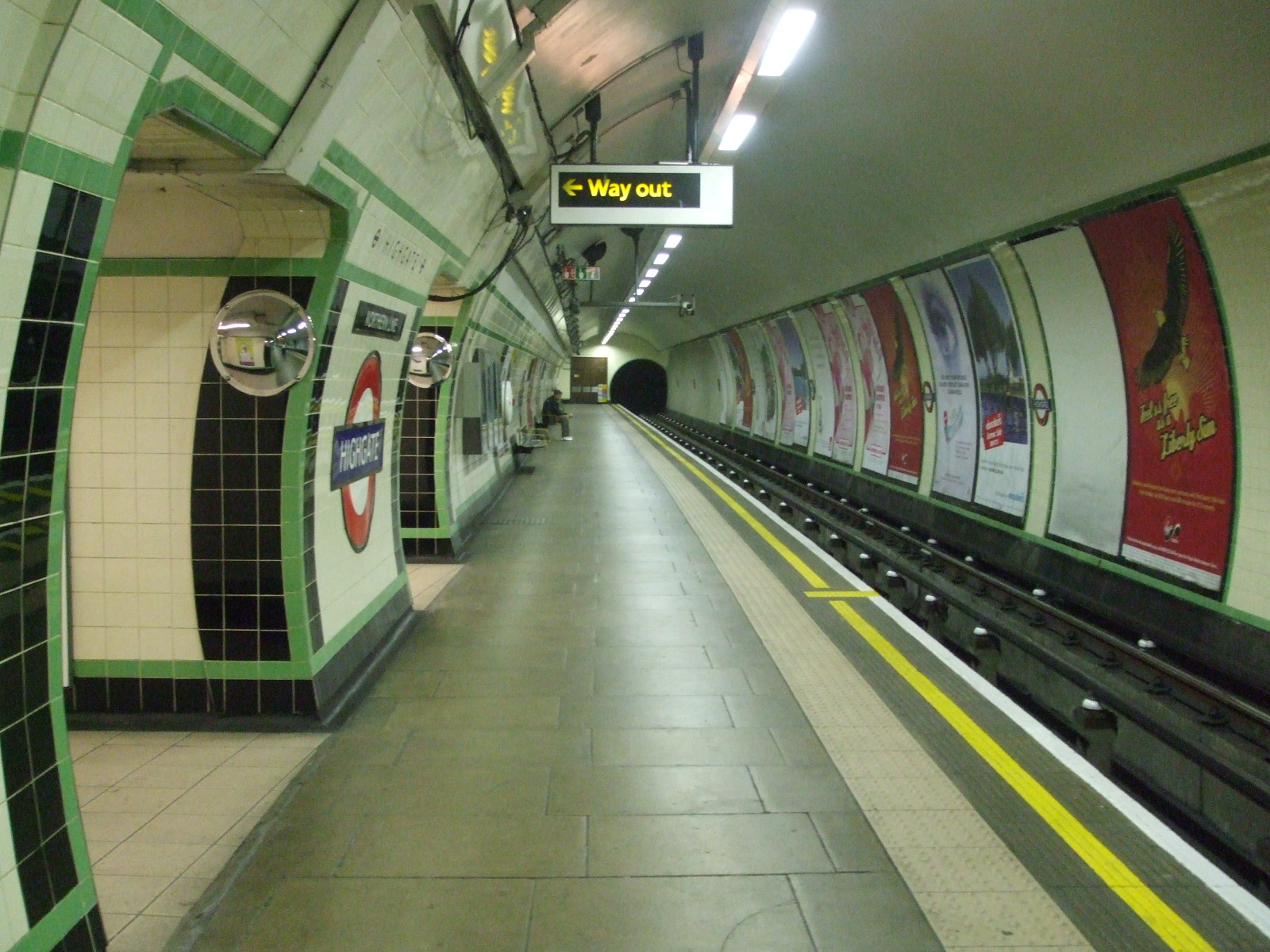
Jeden z peronów